# Michael Curtiz
Manó Kertész Kaminer , dit Michael Curtiz, est un réalisateur américain d'origine hongroise, né le 24 décembre 1886 à Budapest et mort le 10 avril 1962 à Hollywood (Californie), reconnu comme l'un des réalisateurs les plus prolifiques de l'histoire:67. Il a réalisé des classiques de l'époque du cinéma muet et de nombreux autres au cours de l'âge d'or d'Hollywood, lorsque le système des studios prévalait. Sa carrière cinématographique se divise en quatre périodes : hongroise (de 1912 à 1918), autrichienne (de 1919 à 1925), allemande (de 1925 à 1926) et américaine (de 1926 à 1961). Il est le premier mari de l'actrice Lili Damita.
Curtiz est déjà un réalisateur connu en Europe lorsque la Warner Bros. l'invite à Hollywood en 1926 à l'âge de 39 ans. Il a déjà réalisé 64 films en Europe et aide rapidement la compagnie à devenir le studio de cinéma connaissant la croissance la plus rapide. Il réalise 102 films au cours de sa carrière à Hollywood, principalement chez Warner, et dirige dix acteurs vers des nominations aux Oscars. James Cagney et Joan Crawford remportent leurs seuls Oscars sous la direction de Curtiz. Il met Doris Day et John Garfield à l'écran pour la première fois, et fait d'Errol Flynn, Olivia de Havilland, et Bette Davis des stars. Lui-même est nommé cinq fois et gagne deux fois, une fois pour l'Oscar du meilleur court métrage pour Les Fils de la Liberté (1939) et une fois pour celui du meilleur réalisateur pour Casablanca (1942).
Il fait partie de ceux qui ont introduit à Hollywood un style visuel utilisant un éclairage artistique, des mouvements de caméra larges et fluides, des plans de grue en hauteur et des angles de caméra inhabituels. Il était polyvalent et pouvait gérer n'importe quel genre de film : mélodrame, comédie, histoire d'amour, film noir, comédie musicale, guerre, western, horreur ou épopée historique. Il a toujours prêté attention à l'aspect humain de chaque histoire, affirmant que « les problèmes humains et fondamentaux des personnes réelles » sont la base de tout bon drame.
La mort de 25 chevaux lors du tournage de La Charge de la brigade légère (1936) sous la direction de Curtiz, lorsque des fils de fer sont tendus pour provoquer leurs chutes, conduit à une confrontation quasi-violente entre lui et la star Errol Flynn, et mène le congrès des États-Unis et l'ASPCA à adopter une législation et une politique visant à prévenir la cruauté envers les animaux sur les plateaux de cinéma.
Curtiz contribue à populariser le film de cape et d'épée, avec des œuvres telles que Capitaine Blood (1935) et Les Aventures de Robin des Bois (1938). Il réalise de nombreux autres drames considérés comme des classiques comme Les Anges aux figures sales (1938), Le Vaisseau fantôme (1941), Casablanca (1942) et Le Roman de Mildred Pierce (1945). Il est le réalisateur de comédies musicales de premier plan, notamment La Glorieuse Parade (1942), This Is the Army (1943) et Noël blanc (1954), et a aussi réalisé des comédies, avec Mon père et nous (1947) et La Cuisine des anges (1955).

## Biographie

### Jeunesse
Michael Curtiz, naît dans une famille juive de Budapest, alors capitale du royaume de Hongrie.
À 17 ans, il part de chez lui pour se joindre à un cirque, avant de s'inscrire à l'université Markoszy puis à l'Académie royale d'art dramatique — actuelle université d'art dramatique et cinématographique — dont il sort diplômé en 1906.

### Carrière
En 1912, il commence sa carrière d'acteur et de metteur en scène sous le nom de Mihály Kertész. L'année suivante, il rejoint le studio Nordisk Film au Danemark et participe à Atlantis, un film d'August Blom, en tant qu'acteur et assistant directeur. Il exerce également comme opérateur d'actualités et assistant de Victor Sjöström et Mauritz Stiller en Suède. Il rentre au pays en 1914, où il contribue à la fondation du cinéma hongrois, réalisant notamment l'un des premiers succès nationaux, Bánk bán (1914).
Après la guerre civile de 1919, il est contraint de quitter le pays à cause de la « terreur blanche » exercée sur les juifs, les intellectuels et les communistes par les armées de Miklós Horthy.
Il arrive à Hollywood en 1926, où il dirige notamment sa femme Lili Damita ou encore Errol Flynn dans des films devenus des classiques du cinéma : Capitaine Blood (1935), La Charge de la brigade légère (1936), et Les Aventures de Robin des Bois (1938).
En 1940, il dirige un classique du film d'aventures de l'époque avec L'Aigle des mers. Mais c'est pour Casablanca, tourné en 1942,, avec Humphrey Bogart et Ingrid Bergman, que la signature de Curtiz appartient définitivement au panthéon du cinéma.

### Mort et hommages
Michael Curtiz meurt le 10 avril 1962 à Hollywood à l'âge de 75 ans, des suites d'un cancer. Il est enterré au Forest Lawn Memorial Park de Glendale (Californie).
Il a obtenu son étoile sur le Walk of Fame le 8 février 1960 au 6640, Hollywood Boulevard.

## Style
Considéré comme le plus important des réalisateurs de la Warner Bros. durant les années 1930, Curtiz est souvent considéré comme un metteur en scène compétent mais sans style vraiment identifiable. Il a travaillé dans de nombreux genres différents, signé plus de quatre-vingts films chez Warner Bros, d'une originalité parfois discutable mais qui ont eu, et conservent souvent, une audience significative.
Sodome et Gomorrhe, film muet réalisé en 1922 portait déjà l'empreinte d'un maître de l'évocation visuelle pour certains commentateurs[Qui ?].
Les admirateurs de son travail arguent du fait que, dans les années 1940, il a développé un style sophistiqué, marqué par des mouvements de caméra très fluides, de fortes compositions, des éclairages texturisés remarquables pour un spectateur attentif[réf. nécessaire].

## Filmographie partielle

### Au Danemark
- 1913 : Atlantis d'August Blom (comme acteur)

### En Hongrie
- Sous le nom de Mihály Kertész :
- 1912 : Le Dernier Bohême (Az utolsó bohém)
- 1912 : Aujourd'hui et demain (Ma és holnap)
- 1913 : Âme d'esclave (Rablélek)
- 1914 : Le Chercheur d'or (Az aranyásó)
- 1914 : Princesse Pongyola (A hercegnő pongyolában)
- 1914 : Âme captive (Az éjszaka rabjai)
- 1914 : Enfants empruntés (A kölcsönkért csecsemők)
- 1914 : Bánk bán
- 1914 : L'Indésirable (A tolonc)[14]
- 1915 : Doublement aimé (Akit ketten szeretnek)
- 1915 : Le Médecin (A medikus)
- 1915 : L'Arc-en-ciel noir (A fekete szivárvány)
- 1915 : La Chèvre d'argent (Az ezüst kecske)
- 1915 : Sept de pique (Makkhetes)
- 1915 :  Le Carthaginois (A karthauzi)
- 1916 : La Force de la terre hongroise (A magyar föld ereje)
- 1916 : Le Juif fermier (Az árendás zsidó)
- 1916 : Histoire d'un sou (Egy krajcár története)
- 1916 : Le Colonel (Az ezredes)
- 1916 : L'Homme de la terre (A föld embere)
- 1916 : La Cloche de la mort (A halálcsengő)
- 1916 : Le Printemps en hiver (Tavasz a télben)
- 1916 : Samson le Rouge (A Vörös Sámson)
- 1916 : La Peau de chagrin (A szamárbőr)
- 1917 : La Dernière aube (Az utolsó hajnal)
- 1917 : Maître Zoard (Zoárd Mester)
- 1917 : L'Invasion des Tartares (Tatárjárás)
- 1917 : Le Fils de personne (A senki fia)
- 1917 : Le Secret de la forêt (A szentjóbi erdö titka)
- 1917 : L'Homme de la terre (A föld embere)
- 1917 : Le Scorpion (A Skorpió)
- 1917 : La Dame aux tournesols (A napraforgós hölgy)
- 1917 : Le Mauvais Garçon (A csúnya fiú)
- 1917 : Mandragore (Alraune) en coll. avec Fritz Odön
- 1917 : La Veuve joyeuse (A víg özvegy)
- 1917 : Valse magique (Varázskeringő)
- 1918 : Le Diable (Az ördög)
- 1918 : L'Énigme de Wellington (A wellingtoni rejtély)
- 1918 : Jean, le cadet/Mon frère arrive (Jön az öcsém)
- 1918 : Lulu
- 1919 : Liliom (inachevé)

### En Autriche
- 1921 : La Confession de Dorothy (Frau Dorothys Bekenntnis)
- 1922 : Sodome et Gomorrhe (Sodom und Gomorrha)
- 1923 : L'Avalanche (Die Lawine)
- 1923 : Le Jeune Medardus (Der Junge Medardus)
- 1924 : L'Esclave reine (Die Sklavenkönigin)

### En Allemagne
- 1925 : Célimène, la poupée de Montmartre (Das Spielzeug von Paris), sous le nom de Mihály Kertész
- 1926 : Le Fiacre n° 13 (Fiaker Nr. 13)
- 1926 : Papillon d’or (Der Golden schmetterling)

### Aux États-Unis
- 1927 : A Million Bid
- 1927 : The Desired Woman
- 1928 : L'Arche de Noé (Noah's Ark) (film muet)
- 1929 : The Gamblers
- 1929 : Hearts in Exile
- 1930 : Mammy
- 1930 : Sous le ciel du Texas (Under a Texas Moon)
- 1930 : A Soldier's Plaything
- 1931 : God's Gift to Women
- 1931 : Le Génie fou (The Mad Genius)
- 1931 : Le Démon des mers (Demon of The Sea)
- 1932 : La Femme de Monte Carlo (The Woman from Monte Carlo)
- 1932 : Alias the Doctor
- 1932 : L'Étrange Passion de Molly Louvain (The Strange Love of Molly Louvain)
- 1932 : Docteur X (Doctor X)
- 1932 : Ombres vers le sud (Cabin in the cotton)
- 1932 : Vingt Mille Ans sous les verrous (20 000 Years in Sing Sing)
- 1932 : La Porte des rêves (The Keyhole)
- 1933 : Masques de cire (Mystery of the Wax Museum)
- 1933 : Private Detective 62
- 1933 : Goodbye Again
- 1933 : Meurtre au chenil ou  Le Mystère de la chambre close (The Kennel Murder Case)
- 1933 : Female
- 1934 : Mandalay
- 1934 : Jimmy the Gent
- 1934 : The Key
- 1934 : Agent britannique (British Agent)
- 1934 : Furie noire (Black Fury)
- 1935 : The Case of the Curious Bride
- 1935 : Sixième Édition (Front Page Woman)
- 1935 : Little Big Shot
- 1935 : Capitaine Blood (Captain Blood)
- 1936 : Le Mort qui marche (The Walking Dead)
- 1936 : La Charge de la brigade légère (The Charge of the Light Brigade)
- 1937 : Stolen Holiday
- 1937 : Justice des montagnes (Mountain Justice)
- 1937 : Le Dernier Round (Kid Galahad)
- 1937 : Un homme a disparu (The Perfect Specimen )
- 1938 : La Bataille de l'or (Gold Is Where You Find It)
- 1938 : Les Aventures de Robin des Bois (The Adventures of Robin Hood)
- 1938 : Quatre au paradis (Four's a Crowd)
- 1938 : Rêves de jeunesse (Four Daughters)
- 1938 : Les Anges aux figures sales (Angels with Dirty Faces)
- 1939 : Blackwell's Island (non crédité)
- 1939 : Les Conquérants (Dodge City)
- 1939 : Les Fils de la Liberté (Sons of Liberty) (court-métrage)
- 1939 : Filles courageuses (Daughters Courageous)
- 1939 : La Vie privée d'Élisabeth d'Angleterre (The Private Lives of Elizabeth and Essex)
- 1939 : Quatre Jeunes Femmes (Four Wives)
- 1940 : La Caravane héroïque (Virginia City)
- 1940 : L'Aigle des mers (The Sea hawk)
- 1940 : La Piste de Santa Fe (Santa Fe Trail)
- 1941 : Le Vaisseau fantôme (The Sea Wolf)
- 1941 : Bombardiers en piqué (Dive Bomber)
- 1942 : Les Chevaliers du ciel (Captains of the Clouds)
- 1942 : La Glorieuse Parade (Yankee Doodle Dandy)
- 1942 : Casablanca[15],[16]
- 1943 : Mission à Moscou (Mission to Moscow)
- 1943 : This Is the Army
- 1944 : Passage pour Marseille (Passage to Marseille)[17]
- 1944 : Janie
- 1945 : Roughly Speaking
- 1945 : Le Roman de Mildred Pierce (Mildred Pierce)
- 1946 : Nuit et Jour (Night and Day)
- 1947 : Mon père et nous (Life with Father)
- 1947 : Le crime était presque parfait (The Unsuspected)[18]
- 1948 : Romance à Rio (Romance on the High Seas)
- 1949 : Il y a de l'amour dans l'air (My Dream Is Yours)
- 1949 : Boulevard des passions (Flamingo Road)
- 1949 : The Lady Takes a Sailor
- 1950 : La Femme aux chimères (Young Man with a Horn)
- 1950 : Le Roi du tabac (Bright Leaf)
- 1950 : Trafic en haute mer (The Breaking Point)[19]
- 1951 : Les Amants de l'enfer (Force of Arms)
- 1951 : Le Chevalier du stade (Jim Thorpe: All-American)
- 1951 : La Femme de mes rêves (I'll See You in My Dreams)
- 1952 : The Story of Will Rogers
- 1952 : The Jazz Singer
- 1953 : Un homme pas comme les autres (Trouble Along the Way)
- 1954 : L'Homme des plaines (The Boy from Oklahoma)
- 1954 : L'Égyptien (The Egyptian)
- 1954 : Noël blanc (White Christmas)[20]
- 1955 : La Cuisine des anges (We're No Angels)[21]
- 1956 : Énigme policière (The Scarlet Hour)
- 1956 : Le Roi des vagabonds (The Vagabond King)
- 1956 : Les Rois du jazz (The Best Things in Life Are Free)
- 1957 : Pour elle un seul homme (The Helen Morgan Story)
- 1958 : Le Fier Rebelle (The Proud Rebel)
- 1958 : Bagarres au King Créole (King Creole)[22]
- 1959 : Le Bourreau du Nevada (The Hangman)
- 1959 : L'Homme dans le filet (The Man in the net)
- 1960 : Un scandale à la cour (A Breath of Scandal)
- 1960 : Les Aventuriers du fleuve (The Adventures of Huckleberry Finn)
- 1961 : François d'Assise (Francis of Assisi)
- 1961 : Les Comancheros (The Comancheros)[23]

## Autres
- Lors du tournage de son péplum biblique, L'Arche de Noé (1928), Curtiz refuse d'utiliser des figurines pour la scène du Déluge, contre l'avis du chef-opérateur. Une actrice et un technicien seront blessés et, selon un cascadeur présent sur le tournage, trois figurants seront retrouvés noyés[24],[25]. D'après certains témoignages, au moins 38 ambulances auraient évacué les blessés causés par les choix désastreux de Curtiz[26].
- En 1944, Il participe à la recherche de stock-shots pour Révolte dans la vallée, un court métrage de Jean Negulesco.

## Postérité
Si le nom de Michael Curtiz paraît, à l'époque contemporaine, un peu oublié, Casablanca est considéré par beaucoup comme un des plus grands films de l'histoire de cinéma, sans qu'on sache toujours en nommer le réalisateur.
En 2018, Tamás Yvan Topolánszky réalise Curtiz, un biopic sur l’arrière-plan du tournage de Casablanca (Netflix). Le film dresse un portrait assez dur du réalisateur, arrogant et tyrannique, mais finalement sensible et tourmenté. Il met en scène Curtiz lors du tournage de Casablanca, devant composer avec Jack Warner et des producteurs tatillons, un Comité fédéral auprès de l’industrie cinématographique défendant le monde libre avec des méthodes totalitaires, l’arrivée de sa fille de Hongrie et leur rupture, la déportation de sa sœur en Hongrie et de toute sa famille ou les « caprices » d'Ingrid Bergman (elle a faim…). Sans connaissance de ses sources et sans accès au dossier de production, il est toutefois difficile de faire la part de la réalité et de la dramatisation dans le film.
En 2018, il est incarné par Raoul Craemer dans le film In Like Flynn de Russell Mulcahy.